# غرانت تومسون
غرانت تومسون (بالإنجليزية: Grant Thomson)‏ (18 مارس 1988 في جنوب أفريقيا - ) هو لاعب كريكت جنوب أفريقي.

## وصلات خارجية
- غرانت تومسون على موقع إي آس بي آن كريك إنفو (الإنجليزية)